# Trímero de proteína

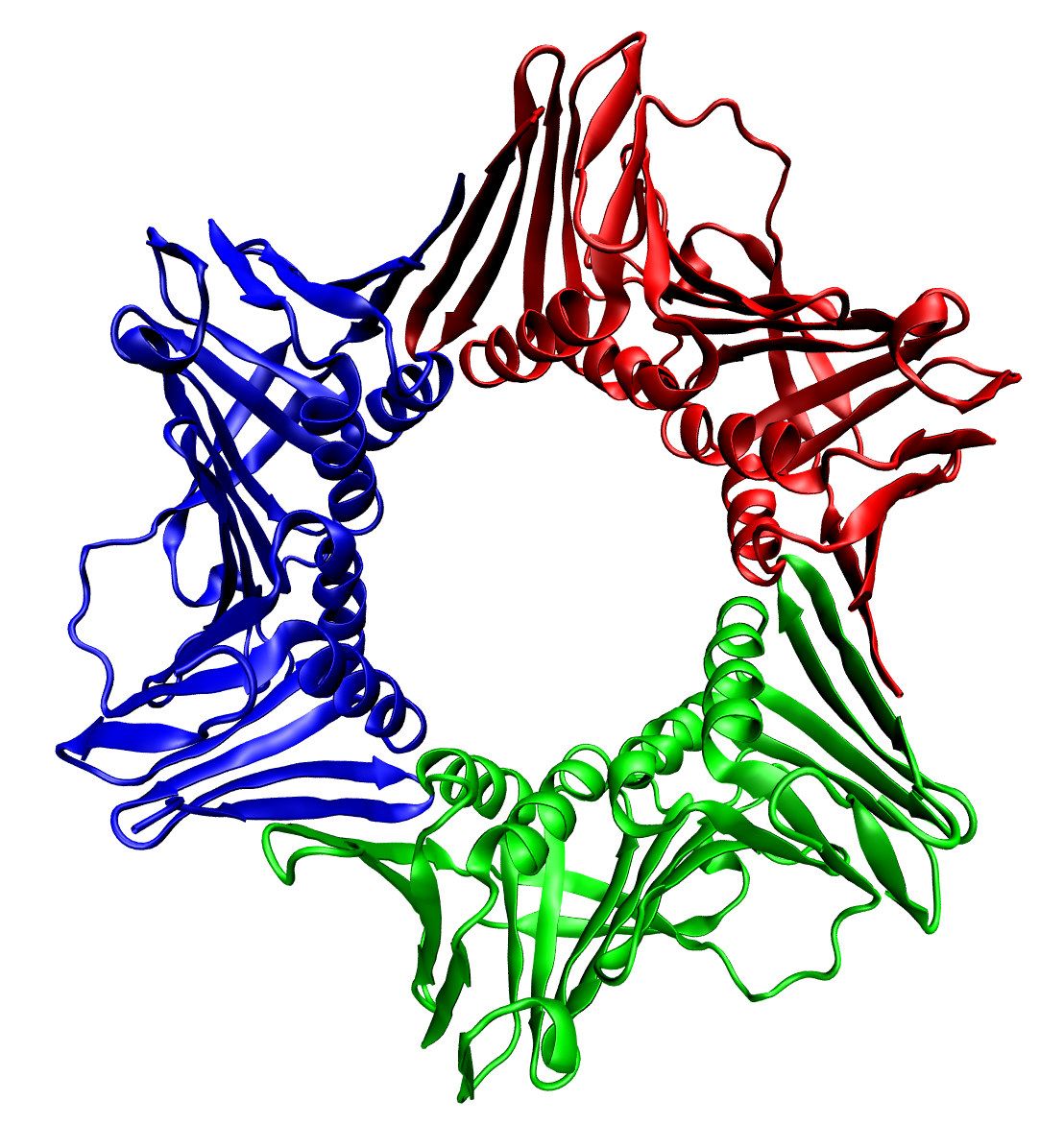
PCNA humano montado (PDB 1AXC), uma proteína de fixação deslizante de DNA que faz parte do complexo de replicação de DNA e serve como um fator de processividade para a DNA polimerase. As três cadeias polipeptídicas individuais que compõem o trímero são mostradas

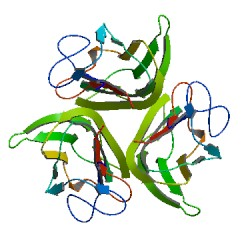
Forma trimérica de um mutante TNF-α

Em bioquímica, um trímero de proteína é um complexo macromolecular formado por três macromoléculas, geralmente ligadas de forma não covalente, como proteínas ou ácidos nucleicos. Um trímero de proteína geralmente ocorre a partir da montagem da estrutura quaternária de uma proteína. As interações não covalentes entre as regiões hidrofóbicas e hidrofílicas nas unidades polipeptídicas ajudam a estabilizar a estrutura quaternária. Como um trímero de proteína é composto de múltiplas subunidades polipeptídicas, ele é considerado um oligômero.
Um homotrímero seria formado por três moléculas idênticas. Um heterotrímero seria formado por três macromoléculas diferentes. O colágeno tipo II é um exemplo de proteína homotrimérica, enquanto o colágeno tipo I é uma proteína heterotrimérica do tipo AAB.
As porinas geralmente se organizam em membranas como trímeros.

## Fibra da cauda do bacteriófago T4
Várias cópias de um polipeptídeo codificado por um gene geralmente podem formar um agregado denominado multímero. Quando um multímero é formado a partir de polipeptídeos produzidos por dois alelos mutantes diferentes de um gene específico, o multímero misto pode exibir maior atividade funcional do que os multímeros não misturados formados por cada um dos mutantes isoladamente. Quando um multímero misto apresenta maior funcionalidade em relação aos multímeros não misturados, o fenômeno é chamado de complementação intragênica. A porção distal de cada uma das fibras da cauda do bacteriófago T4 é codificada pelo gene 37 e os mutantes defeituosos neste gene sofrem complementação intragênica.
Essa descoberta indicou que as fibras distais da cauda são um multímero do polipeptídeo codificado pelo gene 37. Uma análise dos dados de complementação indicou ainda que os polipeptídeos que compõem o multímero foram dobrados sobre si mesmos na forma de um grampo de cabelo. Uma análise adicional da estrutura cristalina de alta resolução da fibra da cauda distal indicou que os polipeptídeos do gene 37 estão presentes como um trímero e que cada polipeptídeo do trímero é dobrado sobre si mesmo em uma configuração de grampo de cabelo.